# Tuizelo
Tuizelo is een plaats (freguesia) in de Portugese gemeente Vinhais en telt 505 inwoners (2001).